# Stanislavivka, Camenița
Stanislavivka (în ucraineană Станіславівка) este un sat în comuna Vrublivți din raionul Camenița, regiunea Hmelnîțkîi, Ucraina.

## Demografie
Componența lingvistică a localității Stanislavivka
     Ucraineană (99,12%)
     Alte limbi (0,88%)
Conform recensământului din 2001, majoritatea populației localității Stanislavivka era vorbitoare de ucraineană (99,12%), existând în minoritate și vorbitori de alte limbi.